# Nekomata

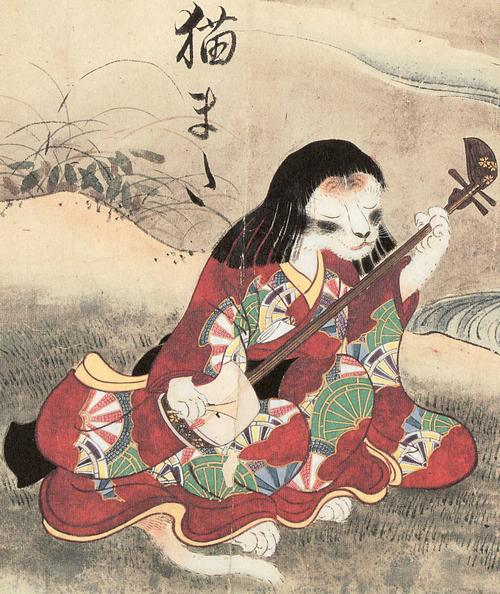
Nekomatát ábrázoló kép a Hjakkai Zukanból

A nekomata ( japánul: 猫また, 猫股, 猫又; Hepburn-átírással: nekomata) a japán folklórban, szellemtörténetekben, különféle egyéb feljegyzésekben megjelenő macskaszellem, egyfajta jókai. A néphagyomány szerint, a hegyekben élő, valamint a háziállatként tartott macskák, ha elérnek egy bizonyos kort, a farkuk kettéválik és szellemekké alakulnak át.

## Anekomatajelentése
A jókaiok, vagyis a japán értelemben vett szellemek neveinek fordítása azok kandzsi leírásaiktól függnek.  A nekomata szót háromféleképp is le lehet írni, és mindháromnak ugyan az az olvasata. A legősibb alak a 猫(neko) kandzsiból, valamint a  また(mata) hiraganákból áll. Utóbbinak nincs konkrét jelentéstartalma. Később megjelent variáció a  猫 kandzsihoz hozzáilleszti a  股( mata) kandzsiját, amely azt jelent „villás”. Ezt az összetételt egyszerűen villás macskának fordítják, így utalva a nekomaták kettévált farkára. Az utolsó változat a 猫 (neko) és a 又 (mata), „újra, megint” írásjeleiből áll össze. Ennek a kandzsi összetételnek kérdéses a fordítása: Vajon a „megint” a szellemkénti újjászületésre utal, vagy farok kettéválására, és így a 又 számlálószóként funkcionál? A két, később megjelent kandzsi összetétel mindenképp az általuk jelölt lény természetfelettiségére próbál utalni. Az eredeti, hiragánás változatról úgy gondolják, valahogy a nekomata azon elképzeléséhez kapcsolódik, mely szerint a jókai az erdőben él, és mint egy majom, ágról- ágra képes szökkenni a fák között. Azonban ezek az a teóriák mind pusztán találgatások, hogy a nekomata szó igazából mit jelenthet, azt senki nem tudja.

## Kamakura-kor– a hegyinekomaták
A legtöbb jókai legendája az Edo korszakban keletkezett, azonban a nekomaták gyökerei egészen a Kamakura korszakig (1185 – 1333) nyúlnak vissza. Josida Kenkó (1283? – 1350?), buddhista szerzetes és költő, ekképpen tesz említést róluk a Curezuregusza (徒然草, 1330- 1331?): „Mélyen a hegyekben él egy lény, melyet nekomatának neveznek. Azt beszélik emberek húsán lakmározik.” Szintén a Kamakura korból, Fudzsivara Szadaide (1162 – 1241) tudós és író a Meigecuki (明月記, magyarul 1180 – 1235) című tekercsben azt írta, hogy a Tenpuku (1233) első évében, augusztus nyolcadikán, Nantóban (a mai Nara) egy hegyekből jött macskaszemű, és nagyobb kutya méretű lény megölt, majd felfalt számos embert.
Eltérően a modern kori elképzelésektől, melyekben egyfajta természetfeletti lények jelennek meg, a régi időkben a nekomatákat ugyanolyan vadállatokként tartották számon, akár a többi hegyekben élő ragadozót, melyek megtámadták az óvatlanul területükre tévedő embereket. Nem tudni, hogy Meigecukiban és a többi tekercsben található említések a nekomatákról valóságos teremtményekről írnak- e; léteznek fosszilis bizonyítékok kis termetű, prehisztorikus japán tigrisről, és Kínából gyakran importáltak tigrist, előfordulhatott, hogy némelyik elszökött és a hegyekben telepedett le. Még olyan feltevés is létezik, hogy az ősi nekomata legendák veszett állatokon alapulnak, ezzel magyarázva a hajlamot az emberek megtámadására. Azonban ismételten, ezek mind csak spekulációk.

## A koraiEdo-kor– a természetfelettinekomaták
Minthogy az a legendákban szokás, a nekomaták is az idő múlásával megváltoztak. Ahogy teltek az évek, a nekomaták egyre nagyobbak lettek: Egy 1685-ös tekercsben vaddisznó méretűnek írják le. Durván egy évszázaddal később már oroszlánméretűvé nőtte ki magát, mely olyan hangos üvöltést tudott hallatni, hogy belezengtek a hegyek. Egy 1809-ben íródott feljegyzés szerint a teremtény mérete meghaladta a 2 méteres hosszúságot.

## A közép Edo-kor – a házi macskákból lettnekomaták
Az igazi változás a nekomaták legendájában az Edo korszak közepén következett be. Miközben a hegyek továbbra is a nagyvadak lakhelyének számítottak, elterjedt az az elképzelés, miszerint a nekomaták olyan házi macskákból alakulnak át, melyek nagyon sokáig éltek. Ha a macskák elértek egy bizonyos kort, új alakot vettek fel, és elhagyták régi otthonukat, hogy életüket nekomataként folytassák tovább a hegyekben. Emiatt nem számított szerencsésnek túl sokáig otthon tartani macskát.
Az egyik leghíresebb feljegyzés a nekomatákkal kapcsolatban a Jamato Kaiikiban (大和怪異記, „Rejtélyes történetek Japánból”, 1807) olvasható Nekomata no Hi (猫股の火). A történet arról szól, hogy egy gazdag szamuráj házát kísértetek szállták meg. Számtalan papot és sámánt bíztak már meg a ház megtisztításával, de a szertartások sikertelennek bizonyultak. Majd egy nap az egyik szolgáló észrevette, hogy a gazdájának öreg macskája egy sikigamit tart a szájában, amelyre a szamuráj neve volt ráírva. A szolgáló azonnal fejbe lőtte az állatot egy szent nyíllal, és ahogy a macska holtan feküdt a padlón észrevette, hogy két farka van, tehát egy nekomata volt. A macska halálával a házat elhagyta a gonoszság.
A nekomatáknak ez a változata teljesen kiszorította a Kamakura korszakbelit, épp ezért szinte lehetetlen olyan modern kori nekomata ábrázolást találni, amelyen ne lenne a macskának két farka. Valószínűleg a leghíresebb nekomatát ábrázoló a Szavaki Szúsi által készített Hjakkai Zukanban (百怪図巻, ? – 1737 ) látható:  A kép egy fiatal nőnek kinéző nekomatát ábrázol, aki samiszenen játszik. Az Edo-korban a samiszeneket általában nőstény macskák bőréből szokták készíteni, épp ezért ironikus a kép, mert a nekomata valószínűleg az egyik rokonából készült hangszeren játszik, és úgy tűnik, közben egy szomorú dalt énekel.

## Nekomatákés más természetfeletti macskák
Japánban rengeteg macskákkal kapcsolatos mendemonda létezik, melyek közül a nekomatáké csupán egy a sokból. A világító szemük, továbbá a furcsa természetük miatt a macskáknak mindig is természetfeletti képességeket tulajdonítottak, és azt is, hogy képesek balszerencsét hozni. Japánban úgy tartják, ha valaki megöl egy macskát, azt hét generáción át tartó balszerencse fogja sújtani.
A nekomatákat gyakran összetévesztik más szellemekkel, mint például a kasával (火車), egy olyan démonnal, mely képes megszállni a halott emberek testét. Ennek azaz oka, hogy gyakran láttak macskákat tetemek körül ólálkodni, mivel mint húsevő, könnyen megérezte a rothadó hús szagát. Ha a hozzátartozók nem voltak elég óvatosak, a macska kasává változott és ellopta a holttestet, mielőtt megtarthatták volna annak a temetését. Továbbá a nekomatákat össze szokták még keverni a bakenekokkal (化け猫), az átalakult macska jókaiokkal, annak ellenére, hogy két különböző teremtményről van szó, bár tény, hogy csak csekély eltérést van köztük.

## Nekomatáka modern kultúrában
A nekomaták manapság népszerű elemei a mangáknak és az animéknek. Mint ahogy sok más egyéb japán néphagyománybeli teremtény is, a nekomaták is a vérszomjas emberevő szellemekből szelíd, „cuki” lényeké formálódtak át. Egy jól ismert nekomata például Kirara Takahashi Rumiko InuYashájából, de számos egyéb képviselője is van a nekomatáknak a japán szubkultúrában.

## Fordítás
Ez a szócikk részben vagy egészben  a(z)   猫又 című japán Wikipédia-szócikk fordításán alapul.  Az eredeti cikk szerkesztőit annak laptörténete sorolja fel. Ez a jelzés csupán a megfogalmazás eredetét és a szerzői jogokat jelzi, nem szolgál a cikkben szereplő információk forrásmegjelöléseként.